# Bataille de Mers el-Kébir (1501)
La bataille de Mers el-Kébir de 1501 une bataille par laquelle l'Empire portugais tente de prendre possession d'Oran et de Mers el-Kebir qui étaient alors l'un des principaux ports du Maghreb central aux mains des Zianides de Tlemcen.

## Contexte historique
Oran est la ville de Barbarie que les historiens n'oublient pas lorsqu'il s'agit de parler des villes ayant accueillis avec le plus d'empressement les vaincus de Grenade. L'arrivée des Andalous donne une activité nouvelle aux entreprises de corsaires de cette ville. D'après Léon l'Africain :
«Les habitants d'Oran, dit Léon l'Africain, armaient continuellement des brigantins et des fustes avec lesquels, voguant par la mer, ils molestaient grandement les îles espagnoles. »
Les Portugais et les Espagnols tentèrent plusieurs décentes en Afrique. Le seul moyen de mettre un terme aux brigandages de corsaires africains était en effet d'occuper plusieurs points du littoral afin d'exercer une surveillance active et continue sur tout ce qui s'y passait. C'est dans ce contexte qu'en 1501 une flotte composé de 35 navires, à leur bord 3 500 hommes est envoyée par le roi de Portugal, Manuel Ier au secours du doge de Venise, elle reçoit l'ordre de ce dernier de prendre la forteresse de Mers el-Kébir et d'y laisser une garnison, et de faire de même pour la ville d'Oran.

## La bataille
Le débarquement ne fut pas immédiat étant donné le mauvais temps, ils ne purent le faire qu'après 3 jours. Pendent ce temps, un grand nombre de  Maures et d'Arabes en profitent afin de mettre en place des préparatifs de défense. En effet ils avaient deviné le point de débarquement choisis par les Portugais, les assaillants furent repoussés de partout et se voient obligés de continuer leur marche sans pouvoir mettre en exécution leurs projets de conquête.

## Conséquences
Les Portugais furent battus avec une assez forte perte et ceux qui ne purent regagner les embarcations furent faits prisonniers et vendus sur la place d'Oran,. Cette attaque, quoiqu'elle soit infructueuse, jette le trouble dans l'âme du souverain de Tlemcen.